# Российский государственный музей Арктики и Антарктики
Российский государственный музей Арктики и Антарктики — музей в Санкт-Петербурге, посвящённый историческим страницам научных исследований Арктики и Антарктики, а также прилегающих к Арктике советских и российских территорий и Северного морского пути. С 1998 года находится в ведении Федеральной службы по гидрометеорологии и мониторингу окружающей среды.
Музей расположен в здании бывшей единоверческой Никольской церкви, построенной в 1820—1838 годы по проекту архитектора Авраама Мельникова (закрыта в 1931 году).

## История
Созданию музея предшествовало широкомасштабное научное исследование Арктики советскими учёными, развернувшееся после основания в 1920 году Северной научно-промысловой экспедиции (Севэкспедиции), которая в 1925 году была преобразована в Институт по изучению Севера — ныне Арктический и антарктический научно-исследовательский институт. Помимо непосредственно исследований, институт вёл просветительскую работу, информируя население СССР о достижениях в освоении и изучении Арктики — в том числе через временные выставки в различных городах.
Музей Арктики был основан 22 ноября 1930 года — изначально как отдел Всесоюзного Арктического института, в который был преобразован Институт по изучению Севера. При этом постоянной экспозиции и своего здания музей сперва не имел, а его коллекция располагалась в подвалах Фонтанного дома, где на тот момент находился институт, и использовалась только для временных выставок. В 1933 году Ленсовет передал в аренду институту для устройства музея здание закрытой двумя годами ранее Никольской единоверческой церкви на улице Марата. Музей получил собственное помещение и затем на протяжении 1934—36 годов готовил постоянную экспозицию. В это же время под руководством архитектора Александра Сивкова велась реконструкция здания бывшей церкви под нужды музея. В разработке научной концепции и экспозиции музея участвовали учёные и исследователи Арктики — Отто Шмидт, Юлий Шокальский, ведущие научные сотрудники ВАИ — Сергей Обручев, Владимир Визе, Всеволод Берёзкин, Алексей Лактионов, Леонид Балакшин, Михаил Ермолаев. 8 января 1937 года состоялось открытие музея для посетителей. Первым его директором стал художник и полярный исследователь Николай Пинегин.

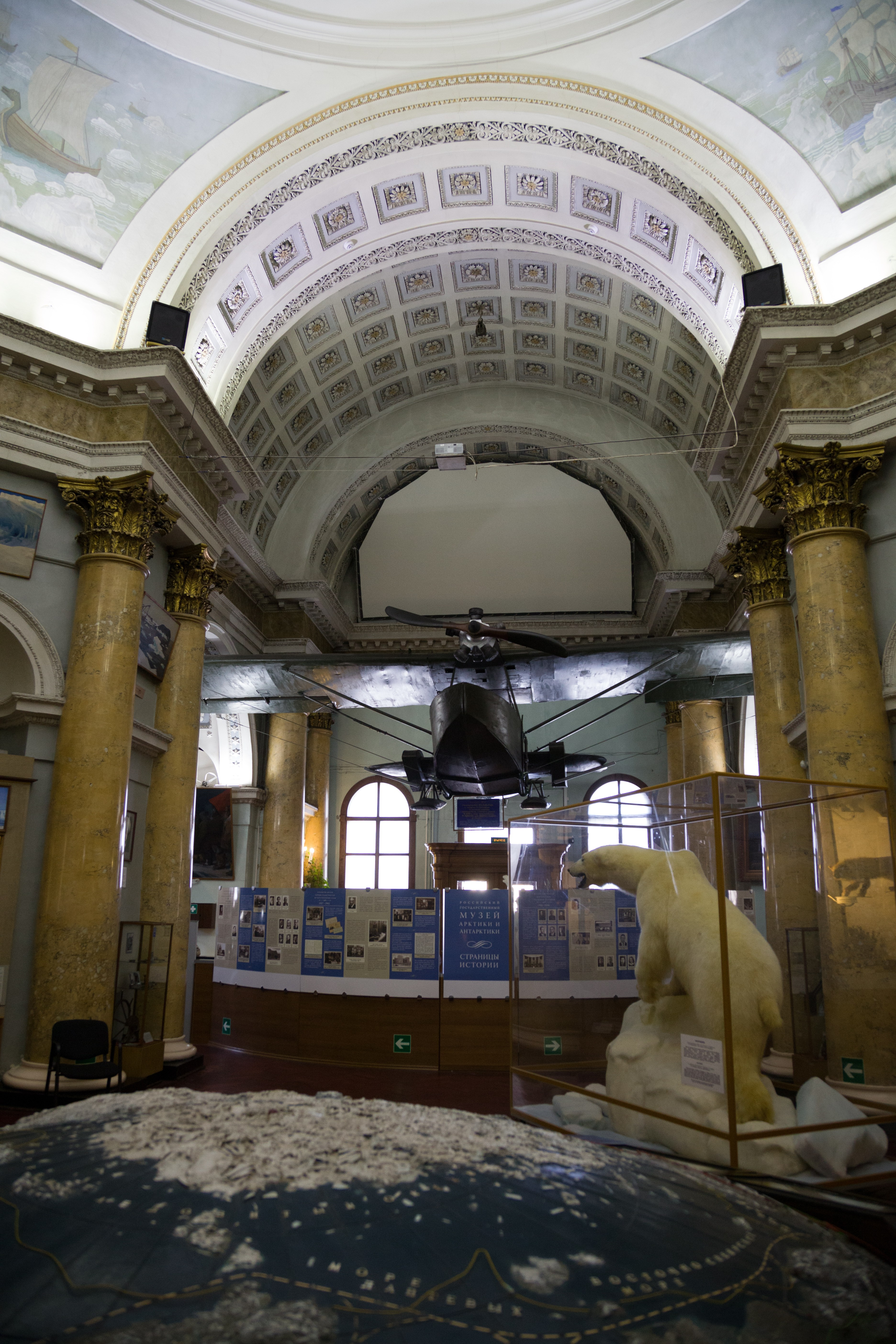
Интерьер музея

Время создания музея совпало с подъёмом интереса в СССР к арктическому региону и успехами в его освоении: проход ледокола «Александр Сибиряков» всего за одну навигацию 1932 года всего Северного морского пути, спасение экспедиции парохода «Челюскин» в 1933 году, трансарктический перелёт под руководством Валерия Чкалова в 1937 году, экспедиция первой в мире дрейфующей станции «Северный полюс-1» в 1937—1938 годах. Все эти события значительно расширяли научно-исследовательскую и экспозиционную базу музея. В частности, в 1936 году в фонды музея поступил самолёт-амфибия Ш-2, который находился на борту парохода «Челюскин» — в книге поступлений музея он числится под номером 1. А в 1938 году экспонатом музея стала палатка и личные вещи членов экспедиции станции «Северный полюс-1». Советским полярным экспедициям было рекомендовано после возвращения из Арктики передавать часть вещей музею Арктики. Экспозиция музея первоначально включала в себя три отдела: «Естественные производительные силы Арктики», «Хозяйственно-экономическое освоение Арктики и Северного морского пути» и «Национально-культурное строительство Арктики». К началу 1940-х годов фонды музея насчитывали около 10 тысяч единиц, а в начале 1941 года музей провёл выездную выставку «Советская Арктика», которая экспонировалась в Новгороде, Боровичах и Калинине.

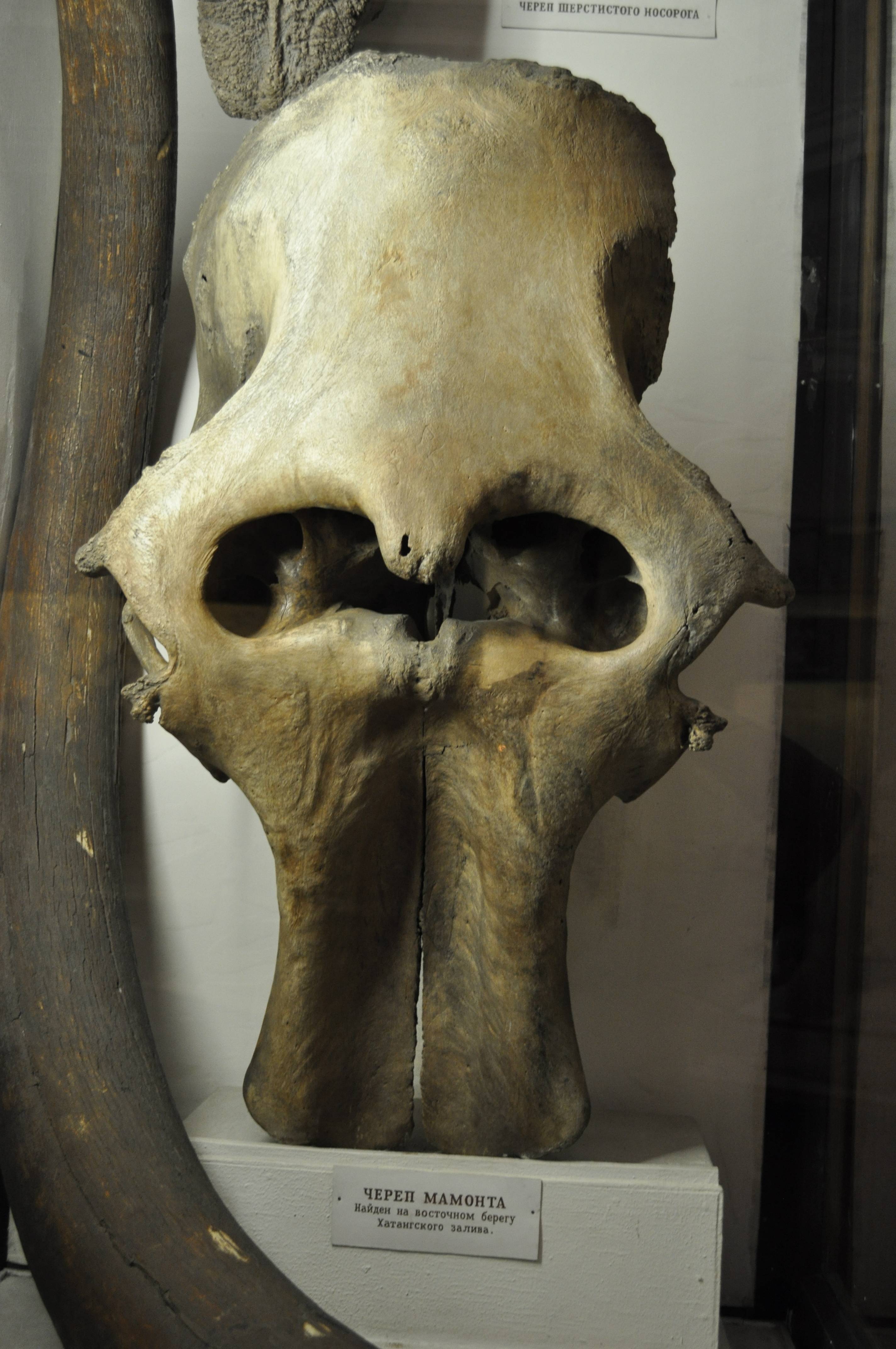
Череп мамонта. Найден на восточном берегу Хатангского залива

После начала Великой Отечественной войны к 1 сентября 1941 года музей был законсервирован, и часть фондов, включая наиболее ценные экспонаты, была вывезена в Красноярск, куда был эвакуирован Арктический институт. Экспонаты были временно приняты в Красноярский краеведческий музей, где использовались для проведения выставок, самой крупной из которых стала «Завоёванная Арктика». В 1944 году эвакуированные экспонаты вернулись в Ленинград. 10 февраля 1946 года открылась временная экспозиция музея. Тогда же начался капитальный ремонт здания музея, продолжавшийся три года. За время ремонта была подготовлена научная концепция музея, учитывающая новые данные об Арктике и новые поступления в музейные фонды. В её разработке, как и в 1930-е годы, участвовали сотрудники Арктического института. В художественном оформлении музея принимали участие ленинградские художники Лев Богомолец, Михаил Платунов, Михаил Успенский, Иван Цепалин. 12 марта 1950 года открылась постоянная экспозиция музея.
В 1950-е годы проходило интенсивное освоение Антарктиды советскими исследователями, и в соответствии с этим расширялась научная сфера музея. Его коллекция пополняться предметами из антарктических экспедиций, затем был создан отдел, посвящённый южному континенту. Наконец, в июле 1958 года музей стал называться музеем Арктики и Антарктики.
В последующие десятилетия коллекция музея по-прежнему пополнялась из института. Значимое число предметов преподносили в дар музею полярники, лётчики, капитаны судов, фотографы, художники, журналисты. Больше в коллекции музея становилось предметов, связанных с освоением Крайнего Севера в более ранние времена — к примеру, находки, сделанные при археологических раскопках города Мангазея.
2 февраля 1998 года музею был присвоен статус «Российский государственный музей Арктики и Антарктики». Он был выведен из подчинения Арктического и Антарктического НИИ и передан в ведение Федеральной службы по гидрометеорологии и мониторингу окружающей среды (Росгидромет). Тогда же музей возглавил российский полярный исследователь и путешественник Виктор Боярский, занимавший должность директора до 2016 года.

## Фонды и экспозиция

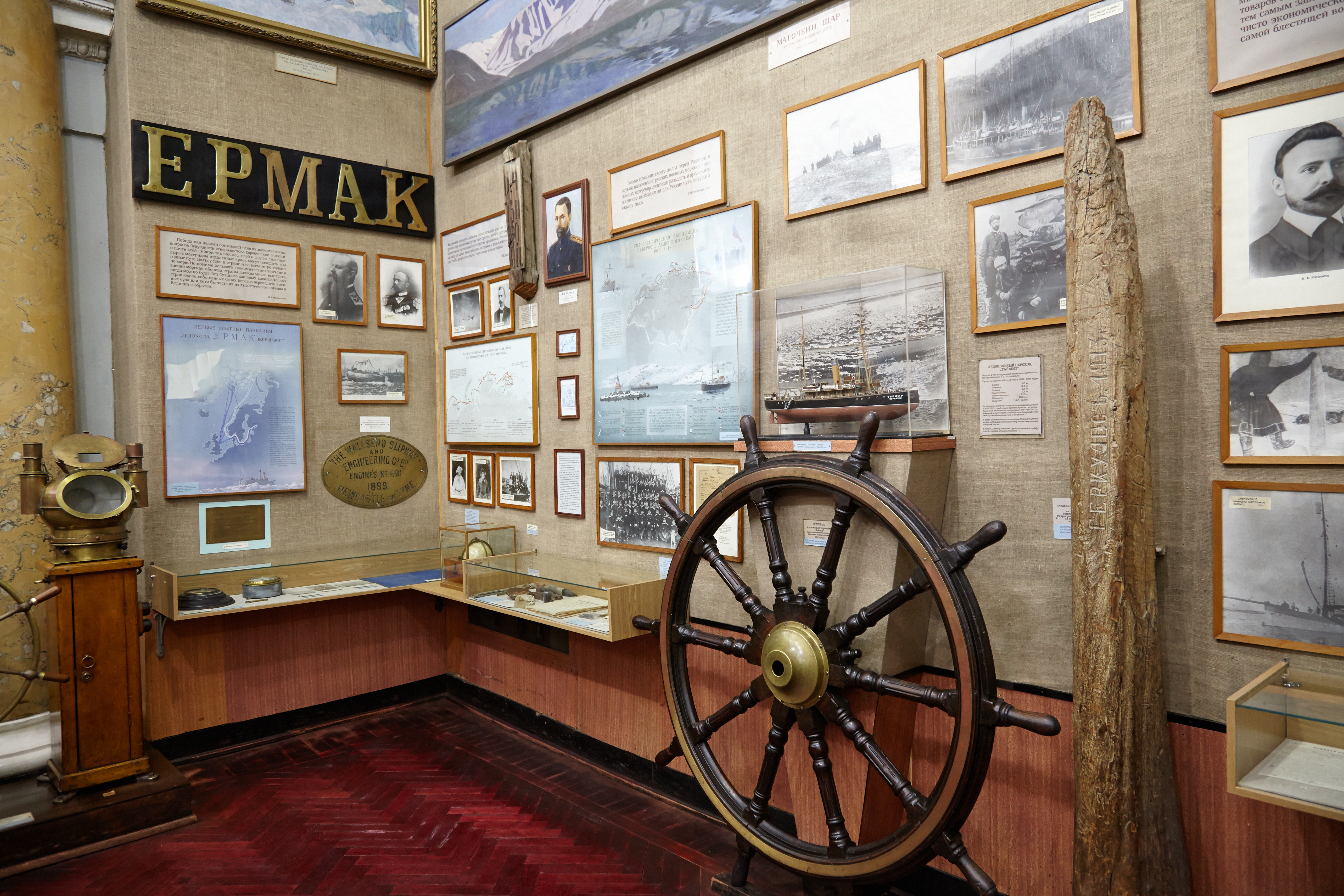
Штурвал и модель ледокола «Таймыр»

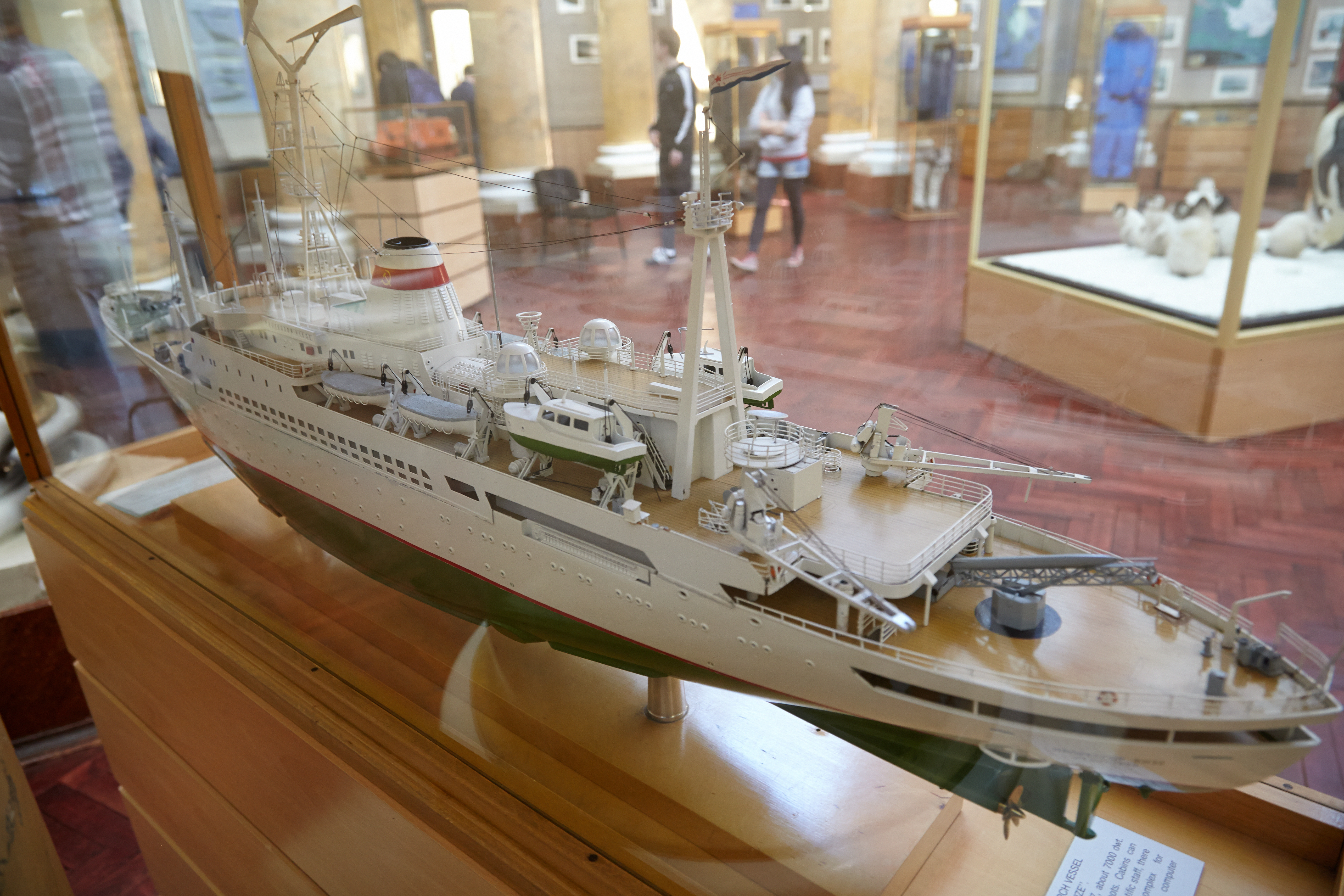
Модель научно-исследовательского судна «Профессор Визе», на котором писатель Владимир Санин совершил поход к берегам Антарктиды

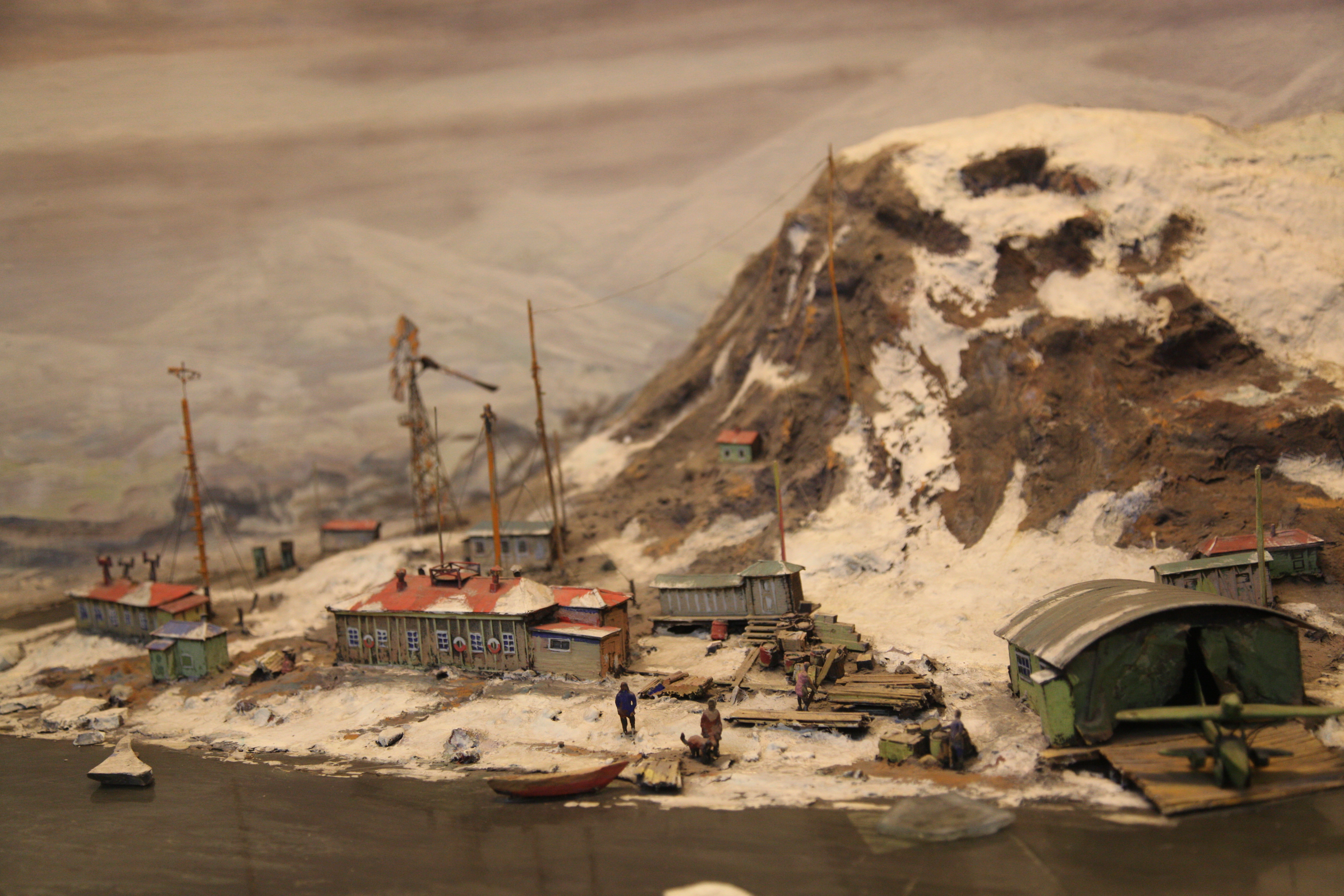
Макет северной полярной станции

В настоящий момент музей Арктики и Антарктики является крупнейшим в мире музеем, посвящённым полярной тематике. Его фонды насчитывают около 70 тысяч единиц хранения, среди которых есть и подлинные артефакты, и фотографии (около 34 тысяч), и произведения искусства. Наиболее примечательными коллекциями считаются археологическая коллекция предметов быта поморов первой половины XVII века, найденных на Таймыре, коллекция декоративно-прикладного искусства народов Севера, коллекция предметов изобразительного искусства студентов Института народов Севера 1930-х годов и комплекс предметов оборудования и снаряжений дрейфующей станции «Северный полюс-1». Постоянная экспозиция музея насчитывает 20 тысяч предметов, разделённых на три отдела: «Природа Арктики», «История исследования и освоения Северного морского пути» и «Антарктика».
Отдел «Природа Арктики» освещает физико-географические особенности Арктики, её животный и растительный мир. Центральное место в нём занимает макет «Арктика» — сегмент глобуса с рельефной картой Арктики до 60-й параллели северной широты, созданный в 1936 году по картографическим материалам Юлия Шокальского. В те же годы были выполнены размещённые в этом отделе диорамы «Тундра зимой», «Тундра летом», «Птичий базар», «Лежбище моржей», «Ледник Шокальского на Новой Земле» и «Пролив Маточкин Шар».
Отдел «История исследования и освоения Северного морского пути» посвящён истории освоения Арктики со Средних веков до наших дней. Открывает его фрагмент поморского коча и реконструированная одежда мореходов XV—XVI веков. Выставлены в экспозиции найденные исследователями в разных местах личные вещи участников арктических экспедиций XVI—XVIII столетий, в частности, деревянная посуда из снаряжения Ленско-Енисейского отряда Великой Северной экспедиции 1730-х годов. Особое место в экспозиции уделено советским полярным экспедициям 1930-х годов: выставлены их личные вещи, приборы, которые использовались в экспедициях, фотографии. Наиболее выдающиеся экспонаты этого отдела — штурвал первого в мире арктического ледокола «Ермак», а также подлинный самолёт-амфибия Ш-2, использовавшийся в экспедиции парохода «Челюскин» в 1933 году — первый предмет, поступивший в коллекцию музея, и ставший его «визитной карточкой». Завершает экспозицию художественный макет «Полярное сияние».
Третий отдел экспозиции — «Антарктика». Он посвящён Антарктиде, истории её открытия, исследований и её природе. И так как история исследований Антарктиды, открытой в XIX веке, гораздо короче, чем в случае с Арктикой, было решено не разделять антарктический отдел экспозиции на две составляющих — природа и исследования Антарктиды освещены в одном экспозиционном зале, который расположен на втором этаже музея, под световым барабаном с куполом. В частности, в центре зала размещена диорама с чучелами пингвинов, а по периметру зала — артефакты и документы из антарктических экспедиций. Под куполом вывешены флаги государств, подписавших в 1959 году Договор об Антарктике.
Кроме того, в музее широко представлена живопись полярной (преимущественно арктической) тематики. В частности, картины Николая Пинегина, Александра Борисова, Ивана Шультце, Ивана Мешалкина, Михаила Платунова, Николая Бубликова, Михаила Успенского, Александра Бенуа. Среди новых приобретений — рисунки российского полярника конца XIX века Евстафия Тягина, а также современного российского путешественника Фёдора Конюхова.
По словам бывшего директора музея Виктора Боярского, в музее Арктики и Антарктики намеренно сохраняется архаичный облик экспозиции — с целью, во-первых, не создавать диссонанса между современным цифровым оборудованием и классицистическими интерьерами здания, а во-вторых, сохранить атмосферу советского музея.
Должность директора музея в данный момент занимает Мария Дукальская, сменившая в 2016 году на этом посту Виктора Боярского, который, по собственному утверждению, был уволен из-за конфликта с Росгидрометом.

## Научная и экспозиционная деятельность
Музей ведёт научно-исследовательскую работу по изучению полярных областей Земли и популяризации знаний о них. Также музей принимает участие в научных конференциях своей тематики, например, в 2018 году он принял участие в Третьей международной научной конференции «Арктика: история и современность».
Для посетителей музей проводит экскурсии и образовательные программы. Ежегодно с 2009 года он принимает участие в Ночи музеев, в 2019 году оказавшись в числе десяти наиболее посещаемых мест.
Помимо основной экспозиции, музей регулярно проводит временные выставки. Значительная их часть посвящена живописи и декоративно-прикладному искусству. К примеру, с 2012 по 2017 год в музее проходила выставка «Уэленская кость. Искусство чукотских мастеров», где были представлены произведения мастеров Уэленской косторезной мастерской, а в 2015 и 2016 годах — выставки «Как красива земля моя, посмотри…», посвящённая культуре и искусству народов Крайнего Севера, и «Краски белых горизонтов», где демонстрировались рисунки путешественников и участников полярных экспедиций.
Некоторые тематические выставки приурочены к юбилейным датам. К примеру, в 2015 году в музее была открыта выставка «К 100-летию завершения гидрографической экспедиции Северного Ледовитого океана», а в 2016—2017 годах — «К 60-летию с начала отечественных научных исследований в Антарктиде». В 2019 году открылась выставка «Северный морской путь в эпоху атомного флота», приуроченная к 60-летию атомного ледокола «Ленин»; на ней музей представил восемь моделей советских и российских атомных ледоколов.
Часть выставок посвящаются тем или иным деталям, связанным с полярной тематикой: к примеру, открытая в 2019 году выставка «Четвероногие бойцы Арктики» рассказывала о животных (собаках, оленях, лошадях) на Великой Отечественной войне в Арктике — в этой выставке были использованы материалы из фондов Мурманского областного краеведческого музея. Также проводятся и фотовыставки. К примеру, в 2018 году в музее прошла фотовыставка о ненецких оленеводах «Настоящие люди». Также в 2018 году совместно с Мурманским краеведческим музеем была проведена выставка «Мурманск — ворота в Арктику», посвящённая истории Мурманска и его роли в освоении Севера.

## Конфликт с РПЦ за здание музея

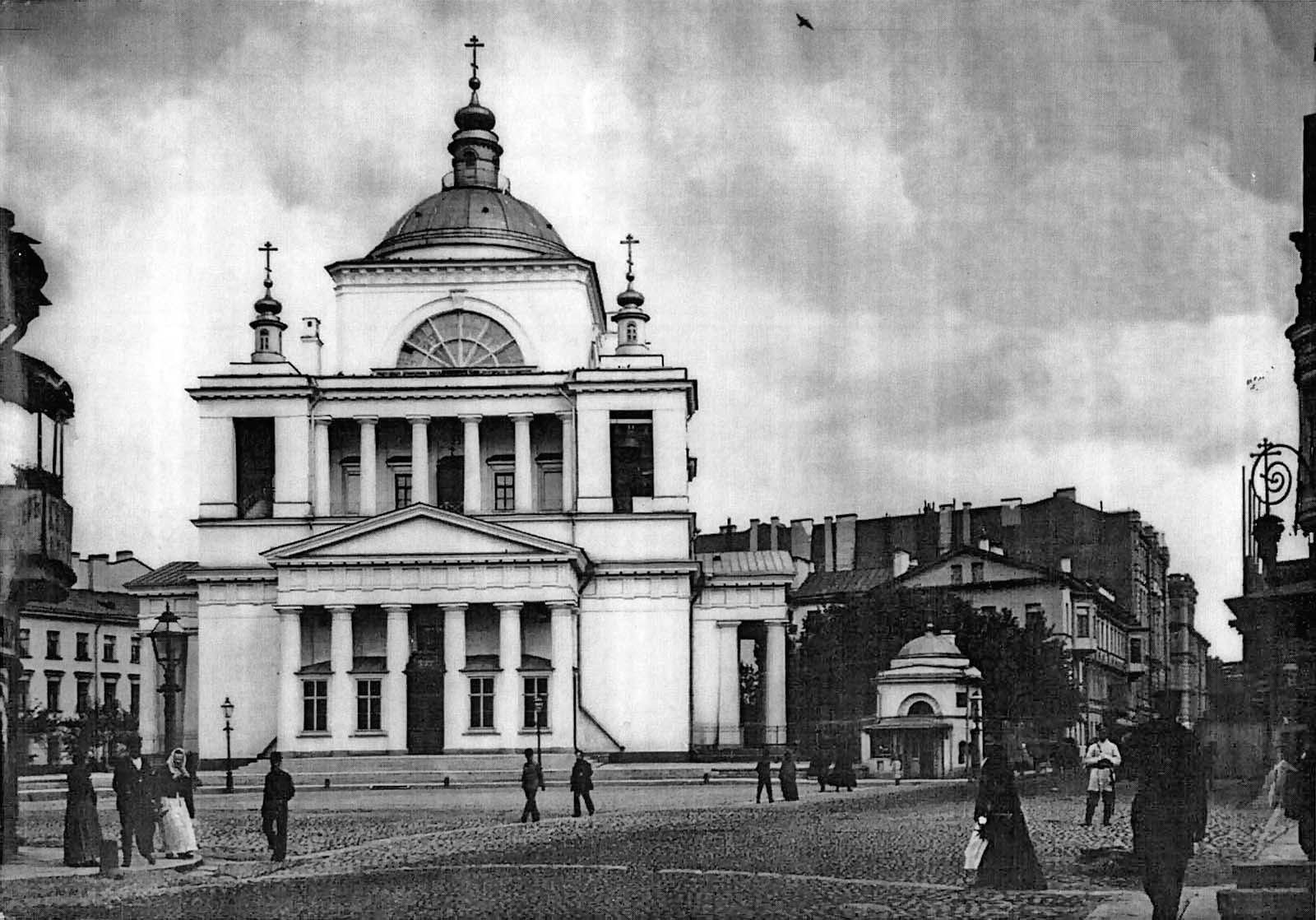
Никольская единоверческая церковь в XIX веке

С 1991 года петербургская единоверческая община Русской православной церкви стала претендовать на возвращение здания бывшего храма, что потребовало бы переезд музея на новое место. В результате сложился конфликт интересов между общиной и музеем. Однако возвращена верующим только одна из двух часовен (со стороны Кузнечного переулка).
В 2013 году церковь подала заявку на возвращение ей здания, и в феврале 2014 года она была одобрена Росимуществом на основании принятого в 2010 году закона о реституции церковного имущества, изъятого в советские годы. Планировался переезд музея, и в качестве вариантов для нового места рассматривались здания департамента Росгидромета, а также Арктический и антарктический научно-исследовательский институт. Выдвигался вариант переезда на Ново-Адмиралтейский остров. Директор музея Виктор Боярский потребовал сохранить музей на существующем месте, заявив, что предлагаемые помещения слишком малы, а кроме того, ряд предметов из коллекции (в первую очередь, диорамы) крайне проблематично перевезти, из-за чего коллекция музея может пострадать. Однако в итоге, весной того же года, решение о передаче здания церкви было отменено, так как община не смогла представить Министерству культуры проект его охранного обязательства, необходимое, поскольку здание является памятником архитектуры федерального значения. В 2015 году церковь снова подала заявку на возвращение здания единоверческой общине, но во второй раз ей было отказано.
В 2019 году было принято решение о реставрации здания музея.

## Проекты развития
В ноябре 2023 года музей объявил о начале конкурса на разработку проекта благоустройства прилежащей территории. Планируется, что рядом со зданием музея разобьют арктический сад, обустроят новые зоны отдыха и интерактивное выставочное пространство.